# Tiruvithancode
Tiruvithancode (Tamil: திருவிதாங்கோடு Tiruvitāṅkōṭu [ˈt̪iɾɯʋid̪aːŋɡoːɖɯ]; auch: Thiruvithancode, Thiruvithamcode, Thiruvithankodu) ist eine Kleinstadt im Distrikt Kanyakumari des indischen Bundesstaates Tamil Nadu.
Tiruvithancode liegt im äußersten Süden Tamil Nadus unweit der Grenze zum Nachbarbundesstaat Kerala rund 40 Kilometer nordwestlich der Südspitze Indiens (Kanyakumari) und 17 Kilometer nordwestlich der Distrikthauptstadt Nagercoil. Zur Grenze zu Kerala sind es 23 Kilometer. Thiruvananthapuram (Trivandrum), die Hauptstadt Keralas, liegt 60 Kilometer nordwestlich. Verwaltungsmäßig gehört Tiruvithancode zum Taluk Kalkulam des Distrikts Kanyakumari.
Tiruvithancode ist der Stammsitz der Herrscherdynastie von Travancore (der Name Travancore ist eine Verballhornung von Tiruvithancode). Im 16. Jahrhundert verlagerten die Herrscher von Travancore ihre Residenz in das benachbarte Padmanabhapuram (drei Kilometer östlich von Tiruvithancode gelegen), und im 18. Jahrhundert schließlich nach Thiruvananthapuram. Während der britischen Kolonialzeit war das Königreich Travancore ein nominell unabhängiger Fürstenstaat unter britischer Oberhoheit und umfasste den Südteil Keralas sowie den heutigen Distrikt Kanyakumari. Durch den States Reorganization Act von 1956 kam Tiruvithancode mit dem restlichen Distrikt Kanyakumari zum Bundesstaat Madras (heute Tamil Nadu).

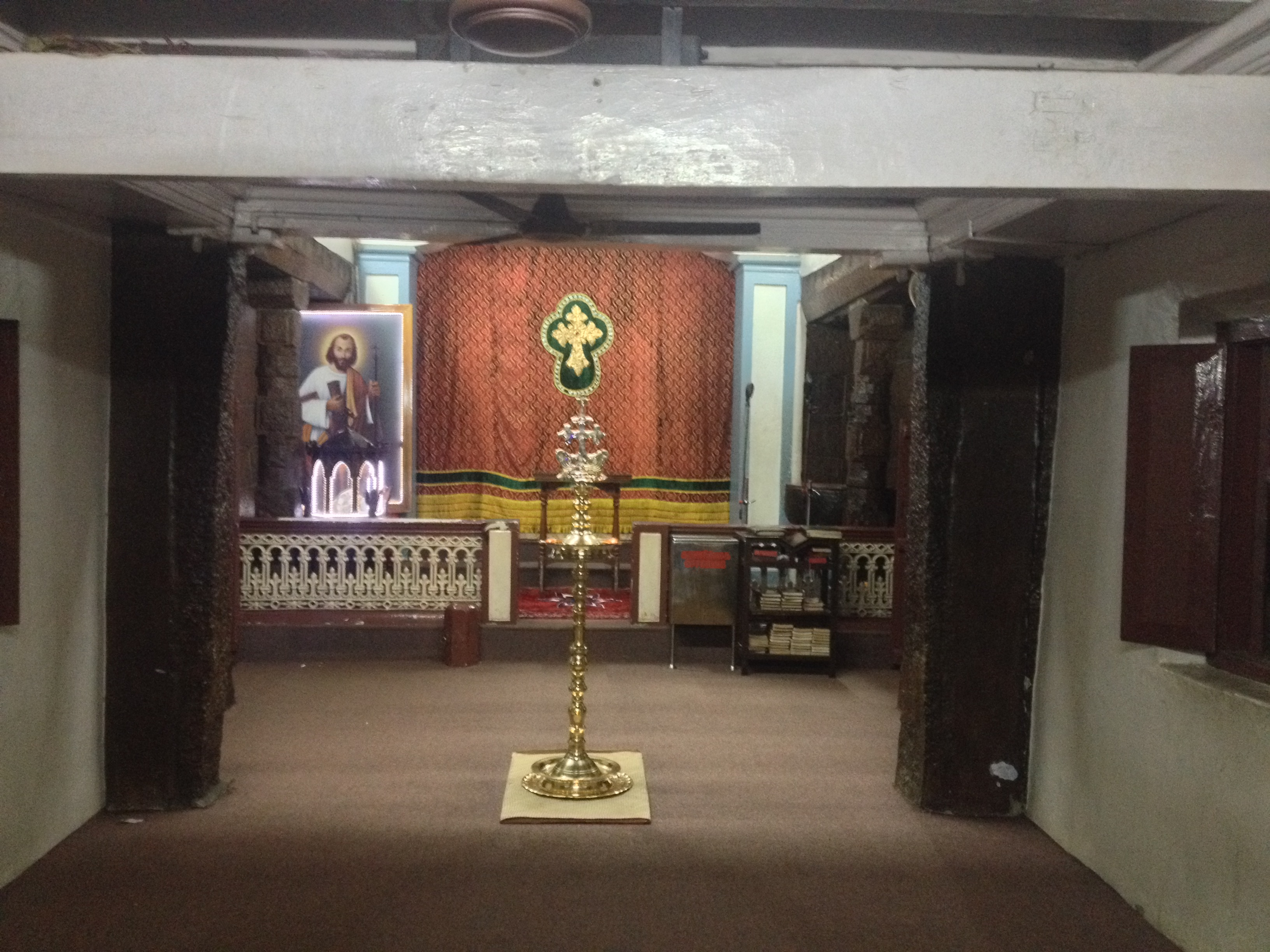
Innenansicht der Kirche von Tiruvithancode

In Tiruvithancode befindet sich eine kleine, sehr alte Kirche, die nach der lokalen Überlieferung im Jahr 63 n. Chr. vom Apostel Thomas gegründet worden sein soll. Laut der Tradition der Thomaschristen soll Thomas nach dem Tod Jesu nach Indien gekommen sein und „siebeneinhalb“ Kirchen an der Malabarküste gegründet haben. Die Kirche von Tiruvithancode gilt dabei als die „halbe Kirche“ (Arapally). Sie untersteht heute der Malankara-Orthodox-Syrischen Kirche.
Die Einwohnerzahl Tiruvithancodes beträgt 18.723 (Volkszählung 2011). Jeweils 42 Prozent der Bevölkerung sind Hindus und Muslime, 16 Prozent sind Christen. Die Hauptsprache ist, wie in ganz Tamil Nadu, das Tamil, das nach der Volkszählung 2001 von 97 Prozent der Einwohner Tiruvithancodes als Muttersprache gesprochen wird. Außerdem gibt es einige Sprecher des Malayalam, der Sprache des benachbarten Kerala.